# 陈庆季
陈庆季（1937年—），中国江苏省江阴市城区南街人，中国人民解放军海军少将。中共十四大代表。

## 生平
1944年至1953年分别就读于江阴澄翰小学（今澄江中心小学）、江阴南菁中学初中部学习。
1953年，志愿参加中国人民解放军海军，在水面舰艇部队当水兵。1956年加入中国共产党。1958年提干，任鱼雷快艇艇长，参加了炮击金门时期的沿海海战。后升任中队长、大队参谋长、副大队长、支队参谋长、水警区参谋长、支队长等职。
1985年8月任中国人民解放军海军东海舰队司令部参谋长，1986年在中国人民解放军国防大学国防研究系第1期学习。1988年被授予海军少将军衔。1990年6月任海军广州基地司令员。
1992年12月至1994年12月任中国人民解放军海军大连舰艇学院院长。1994年12月至1997年12月任中国人民解放军海军东海舰队副司令员。1998年1月退役。
| 前任： 姜可续 | 中国人民解放军海军大连舰艇学院院长 1992年至1994年 | 繼任： 吴胜利 |